# چئونگ کا-فای
چئونگ کا-فای (انگلیسی: Cheung Ka-fai) یک هنرپیشه و تدوین‌گر اهل هنگ کنگ است. است.

## فیلم‌شناسی
- شکارچی شهر (۱۹۹۳)
- ماسک سیاه (۱۹۹۶)
- خدای آشپزی (۱۹۹۶)
- قاتل حرفه‌ای (۱۹۹۸)
- پلیس‌های جن-ایکس (۱۹۹۹)
- مجلل (۱۹۹۹)
- ۲۰۰۲ (۲۰۰۱)
- مبارزان (۲۰۰۱)
- جکی و خون‌آشامان ۲ (۲۰۰۴)
- ابریشم (۲۰۰۶)
- نقطه اشتعال (۲۰۰۷)
- ایپ من (۲۰۰۸)
- حادثه شینجوکو (۲۰۰۹)
- قتل عمدی (۲۰۰۹)